# پائولا باریلا بولوپا
پائولا باریلا بولوپا (انگلیسی: Paula Barila Bolopa؛ زادهٔ ۱۲ اکتبر ۱۹۷۹) بازیکن فوتبال اهل گینه استوایی است.